# Cimetière juif de Suhl
 (mars 2025).
Si vous disposez d'ouvrages ou d'articles de référence ou si vous connaissez des sites web de qualité traitant du thème abordé ici, merci de compléter l'article en donnant les références utiles à sa vérifiabilité et en les liant à la section « Notes et références ».
Le cimetière juif de Suhl est situé dans le centre de la ville de Suhl, en Thuringe. Le cimetière est un bâtiment classé.

## Localisation
Le cimetière est situé dans le centre la ville près du cimetière municipal , dans la rue Opfer des Fascism en face ou à l'ouest du cimetière principal de la ville de Suhl. Il y a cinquante-six tombes réparties en treize rangées sur une superficie de 18,3 ares. A droite derrière le portail d'entrée, rénové en 2010, se trouvent une maison Tahara , construite en 1937, et un point de captage d'eau. Les deux bâtiments portent l' étoile de David.

## Histoire
En 1848, les frères Löb et Moses Simson furent les premiers Juifs à être autorisés à s'installer à Suhl depuis le XVIe siècle. En 1880, 91 juifs vivaient dans la ville et en 1905, ils étaient environ 150. Depuis 1859, ils formaient une communauté synagogale commune avec les habitants juifs de Heinrichs . En 1932-33, 120 Juifs vivaient dans la ville ; en 1939, ils n'étaient plus que 20 à 30. En 1942, les derniers Juifs de Suhl furent déportés. Deux d’entre eux ont survécu à la Shoah parce qu’ils étaient mariés à une femme non juive. Une synagogue fut inaugurée le 7 août 1906, mais fut détruite lors des pogroms de novembre 1938. Jusqu'à la construction du cimetière de Suhl en 1903, la communauté religieuse utilisait le cimetière juif de Heinrichs .